# Педро Акоста
Педро Акоста(ісп. Pedro Acosta) -  іспанський мотогонщик, який буде змагатися в Moto2 за команду Red Bull KTM Ajo.